# Salme Rootare
Salme Rootare est une joueuse d'échecs soviétique née Salme Maasikas le 26 mars 1913 à Tallinn et morte le 21 octobre 1987 dans la même ville. Maître international féminin depuis 1957, elle a remporté le  championnat d'Estonie à quinze reprises de 1945 à 1972. Elle fut quatrième-cinquième ex æquo du tournoi des candidates au championnat du monde d'échecs féminin en 1959.